# لیمونچلو

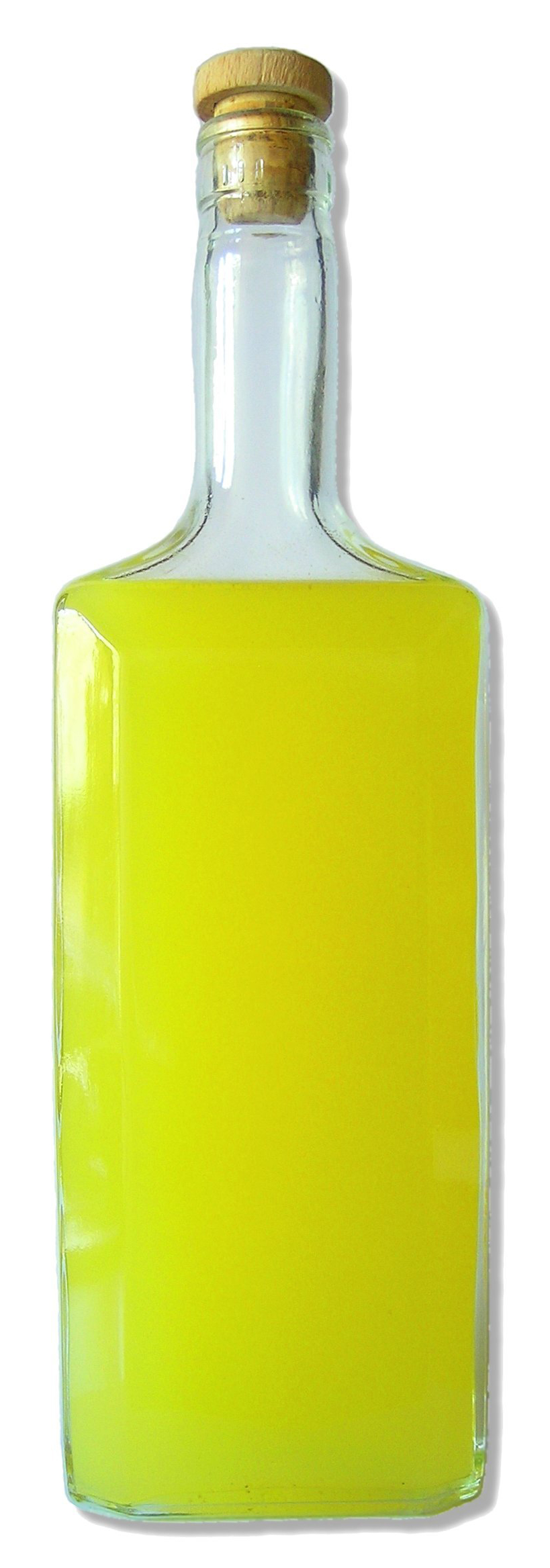
لیمونچلو خانگی

لیمونچِلّو (به زبان ایتالیایی:Limoncello) نوشیدنی الکلی از نوع عصاره لیمو ایتالیایی است که به طور عمده در جنوب ایتالیا، به خصوص در مناطق اطراف خلیج ناپل، شبه‌جزیره سورنتو، ساحل امالفی و جزایر پروچیدا، ایسکیا و کاپری تولید می‌شود. لیمونچلو در کالابریا، ابروتزو، باسیلیکاتا، پولیا، سیسیل، ساردینیا، لیگوریا، مانتون در فرانسه و جزیرهٔ مالتی غودش، نیز تولید می‌شود.